# スピード・メタル・シンフォニー
『スピード・メタル・シンフォニー』（Speed Metal Symphony）は、アメリカ合衆国のヘヴィメタル・バンド、カコフォニーが1987年に発表した初のスタジオ・アルバム。

## 背景
当時は正式なベーシストが不在で、マーティ・フリードマンがベースも兼任した。ドラマーのアトマ・アナーは、本作と同時期にトニー・マカパインのアルバム『マキシマム・セキュリティ』（1987年）にも参加しており、後にジェイソン・ベッカーのソロ・アルバム『パーペチュアル・バーン』（1988年）でもドラムスを担当した。

## 評価
アンディ・ハインズはオールミュージックにおいて5点満点中2.5点を付け「2人のイングヴェイ・マルムスティーンが、メガデスのリズム・トラックに乗って一斉に演奏している様を想像すれば、基本的な路線はわかるだろう」「この些か入り組んだ作品よりも、フリードマンとベッカーが後に発表した個々のソロ・アルバムの方が優れている（そして個々のギタリストのスタイルに関する、より良いサンプルである）」「大部分の曲では、ザラついた声質のシンガー、ピーター・マリノがボーカルを提供しているが、必ずしもより親しみやすくなったとは言えない」と評している。『ギター・ワールド』誌のスタッフが選出した「速弾きアルバムの名盤トップ10」では9位にランク・イン。

## 収録曲
特記なき楽曲はマーティ・フリードマンとジェイソン・ベッカーの共作。4. 7.はインストゥルメンタル。
1. サヴェージ "Savage" (Marty Friedman) – 5:51
2. ホェア・マイ・フォーチュン・ライズ "Where My Fortune Lies" – 4:34
3. ザ・ニンジャ "The Ninja" (M. Friedman) – 7:27
4. コンチェルト "Concerto" – 4:39
5. バーン・ザ・グラウンド "Burn the Ground" – 6:53
6. デザート・アイランド "Desert Island" (M. Friedman) – 6:26
7. スピード・メタル・シンフォニー "Speed Metal Symphony" – 9:36

## 参加ミュージシャン
- ピーター・マリノ - ボーカル
- マーティ・フリードマン - リードギター、リズムギター、ベース
- ジェイソン・ベッカー - リードギター、リズムギター
- アトマ・アナー - ドラムス